# Moukounda II
Moukounda II est un village du département du Nkam au Cameroun. Situé dans l'arrondissement de Yabassi, il est localisé sur la route qui relie Yabassi à Bonepoupa II. Il se trouve à 8 km de Yabassi. 

## Population et environnement
En 1967, le village de Moukounda II avait 110 habitants, essentiellement des Bassa. La population de Moukounda I et II était de 22 habitants dont 14 hommes et 8 femmes, lors du recensement de 2005. 